# Zagumnie (Przędzel)
Zagumnie – część  wsi Przędzel w Polsce, położona w województwie podkarpackim, w powiecie niżańskim, w gminie Rudnik nad Sanem.
W latach 1975–1998 Zagumnie administracyjnie należało do województwa tarnobrzeskiego. Do 1972 roku Zagumnie należało do Gromady Przędzel. 
Wierni Kościoła rzymskokatolickiego należą do Parafii Trójcy Przenajświętszej w Rudniku nad Sanem.